# 長柄槍

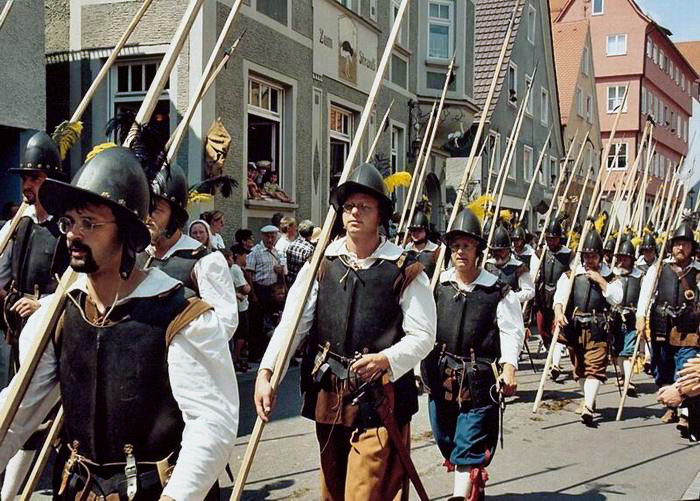
当今对17世纪中期的复制品

長柄槍（英語：Pike），源自于中世纪瑞士佣兵用的武器，后来广泛应用于欧洲大陆。主要以自身长度优势攻击较远距离敌人的攻击，还能敌军突击。长度通常为5-7米，重4-5公斤。或稱大槍，是一種非常長的槍，在歐洲於中世纪早期至約1700年中被步兵用以攻擊步兵與反制騎兵攻擊，一般不能用來投擲。長3至6公尺，有著木質的槍桿與鐵或鋼製的槍頭，接近槍頭的柄會以金屬條加固強化。當雙方的軍隊都攜帶長柄槍時，往往會引發增加長度的軍備競賽，最長的長柄槍達到6公尺，這種長度的武器需要強固的木材，如乾燥的梣樹，長柄槍的頭端通常會比尾端稍細，這是為了防止槍頭下垂。攜帶長柄槍的士兵也會攜帶劍、錘一類的短武器，來應付近身戰。15世纪起，西欧步兵开始采用长矛和斧槍(halberd)为主要武器、结成密集方阵作战，这种新战术长于防御，能够有效抵消重装骑兵冲击力的优势，结合火绳枪的广泛运用，最终导致封建骑士衰落。到17世紀晚期，刺刀發明，長柄槍才逐漸被取代。